# Listă de articole în legătură cu România
Aceasta este o listă de articole care au o legătură cu România

## Date despre România
- România, o țară din Europa, ai cărei cetățeni se numesc români
- Limba română (limba oficială), Limba maghiară, Limba germană
- Steagul României
- Deșteaptă-te, române!, Imnul României
- București, capitala României
- Leu românesc, moneda oficială

## Istorie
- Istoria României
  - Dacia
  - Principatele medievale române
    - Istoria Transilvaniei
    - Domnitori români
      - Listă de domnitori valahi (până în 1859)
      - Listă de domnitori moldoveni (până în 1859)
      - Listă de domnitori transilvăneni (până în 1918)

  - Renașterea națională a României
  - Regatul României
    - Regii României

  - România în Al Doilea Război Mondial
  - Comunismul în România
  - România începând cu 1989
    - Premierii României
    - Președinții României

## Politică
- Politica României
  - Constituția României
  - Guvernul României
  - Alegeri în România
  - Lista partidelor politice din România
  - Regii României
  - Premierii României : Călin Popescu-Tăriceanu
  - Președinții României : Traian Băsescu

## Populație
- Demografia României
  - Românime
  - Minoritățile din România
- Relațiile externe ale României
- Limba română
  - Distribuția geografică a limbii române
  - istro-română
  - megleno-română
  - macedo-română
  - Limba moldovenească

## Cultură
- Cultura României
  - Lista celor mai importanți români
  - Literatura română
    - Lista scriitorilor români
      - Lista poeților români
      - Lista prozatorilor români
      - Lista dramaturgilor români

  - Mitologia românească

## Religie
- Biserica Ortodoxă Română
- Biserica Română Unită cu Roma
- Cultul musulman în România

## Geografie
- Râuri în România
  - Dunăre
    - Delta Dunării
    - Canalul Dunăre-Marea Neagră

  - Someș
  - Dâmbovița
  - Mureș
  - Olt
  - Argeș
  - Siret
  - Prut
- Listă de lacuri de acumulare și baraje în România
- Lacuri în România
- Rezervații în România
- Marea Neagră
- Munții Carpați
- Județele României
- Regiunile istorice ale României
  - Banat
    - Timișoara

  - Bucovina
    - Suceava (cel mai mare oraș; Cernăuți este capitala, însă din 1940 acest oraș nu mai face parte din România)

  - Dobrogea
    - Constanța

  - Moldova
    - Iași

  - Muntenia
    - București

  - Oltenia
    - Craiova

  - Transilvania
- Geografia României
- Listă de orașe din România
- Listă de etimologii ale localităților din Dobrogea
  - Zone metropolitane
  - București (capitală)
    - Lista universităților din București
    - Listă de clădiri importante din București

  - Brașov
  - Cluj-Napoca
    - Aeroport
    - Arhitectură modernă în Cluj-Napoca
    - Beliș
    - Bulevardul Regele Ferdinand
    - Biserica Romano-Catolică Sfântul Mihail
    - Grădina Botanică
    - Palatul Bánffy
    - Someșul Mic
    - Zona metropolitană, Cluj

  - Constanța
  - Craiova
  - Galați
  - Iași
  - Oradea
  - Timișoara

## Economie
- Economia României
  - Listă de aeroporturi din România

### Companii românești
- Listă de companii românești
- Listă de ziare românești
- Companii din Cluj-Napoca
  - ACI Cluj
  - Ardaf
  - Armătura
  - Astral
  - Banca Transilvania
  - Brinel
  - Farmec
  - Jolidon
  - Napolact
  - Prodvinalco
  - Tricotaje Someșul
  - Ursus
- Companii din Bucuresti
  - Angst
  - La Fourmi
  - Connex GSM România
  - Orange România
  - TAROM
  - Televiziunea Română
  - ProTV
  - Antena 1
  - Realitatea TV
  - B1 TV